# Portland Thorns
El Portland Thorns es un club de futbol femení de Portland fundat el 2012. Juga a la NWSL, l'actual lliga professional dels Estats Units, i va guanyar la primera edició del campionat.

## Palmarès
- 1 Lliga (NWSL): 2013

## Planter 2016
| Porteres                           | Defenses | Centrecampistes                                                                                              | Davanteres |
| ---------------------------------- | --- | --- | --- |
| Michelle Betos Adrianna Franch — — | McKenzie Berryhill Meghan Klingenberg Emily Menges Meg Morris Katherine Reynolds Jennifer Skogerboe Emily Sonnett Kat Williamson | Celeste Boureille Dagny Brynjarsdottir Tobin Heath Amandine Henry Lindsey Horan Kendall Johnson Allie Long — | Maureen Fitzgerald Sam Lofton Nadia Nadim Shade Pratt Hayley Raso Meleana Shim Christine Sinclair Mallory Weber |

## Temporades anteriors

### 2015
|                                                 | 6è                | No classificat  |                |                      |                    |                 |               |               |                 |
| Plantilla a la Lliga                            |                   |                 |                |                      |                    |                 |               |               |                 |
| GK                                              | Betos (14)        | Angerer (6)     |                |                      |                    |                 |               |               |                 |
| DF                                              | Williamson (20/0) | Johnson (17/0)  | Menges (17/0)  | van Hollebeke (13/0) | Polkinghorne (9/0) | Kleiner (8/0)   | Niemiec (4/0) | Catley (3/0)  | Wilkinson (1/0) |
| MF                                              | Long (20/10)      | Farrelly (20/2) | Zerboni (19/2) | Shim (17/4)          | Heath (12/1)       | Kyle (12/0)     | Comeau (9/0)  | Bennett (1/0) | Robbins (1/0)   |
| FW                                              | Añonma (12/1)     | Sinclair (9/2)  | Taylor (7/3)   | Jackson (7/0)        | Terry (7/0)        | Sanderson (5/0) | Morgan (4/1)  | Haycook (4/0) |                 |
| Van ser convocades però no van jugar: GK Kruger |                   |                 |                |                      |                    |                 |               |               |                 |